# فرودگاه بوکا
فرودگاه بوکا (به انگلیسی: Bouca Airport) یک فرودگاه همگانی با کد یاتا BCF است که یک باند فرود خاک رس دارد و طول باند آن ۱۲۶۰ متر است. این فرودگاه در شهر بوکا، آفریقای مرکزی کشور جمهوری آفریقای مرکزی قرار دارد و در ارتفاع ۴۶۷ متری از سطح دریا واقع شده‌است.